# Schliengen
Schliengen – miejscowość i gmina w Niemczech, w kraju związkowym Badenia-Wirtembergia, w rejencji Fryburg, w regionie Hochrhein-Bodensee, w powiecie Lörrach, siedziba wspólnoty administracyjnej Schliengen. Leży ok. 7 km na południowy zachód od Müllheim im Markgräflerland.

## Zabytki
- zamek Bürgeln
- zamek Entenstein
- dom Gościnny Krone w dzielnicy Mauchen

## Transport
Przez teren gminy przebiega droga krajowa B3 (Buxtehude–Weil am Rhein) oraz linia kolejowa (Mannheim–Karlsruhe–Bazylea).

## Oświata
W Schliengen zlokalizowana jest szkoła podstawowa oraz Hauptschule z Werkrealschule. W dzielnicach Liel, Mauchen i Niedereggenen są szkoły podstawowe.

## Polityka
Ostatnie wyboty samorządowe odbyły się 13 czerwca 2004.
| Partia             | % głosów | Porównanie¹ | Ilość radnych | Porównanie¹ |
| ------------------ | -------- | ----------- | ------------- | ----------- |
| CDU                | 36,6%    | -9,2%       | 9             | =           |
| SPD                | 28,4%    | +0,3%       | 6             | =           |
| FDP/DVP            | 20,8%    | +0,9        | 5             | +1          |
| Związek 90/Zieloni | 12,1%    | +5,9%       | 2             | +1          |
| Inni               | 2,1%     | +2,1        | 0             | =           |

¹ z poprzednimi wyborami

## Współpraca
Miejscowość partnerska:
- Nidau, Szwajcaria od 1989

## Osoby urodzone w Schliengen
- Lina Kromer (ur. 3 września 1889 w Obereggenen; zm. 1977), pisarka niemiecka